# Blood Bowl (Computerspiel, 1995)
Blood Bowl ist ein 1995 veröffentlichtes Computerspiel von Destiny Software Productions. Es basiert auf dem gleichnamigen Brettspiel von Games Workshop und ist ein rundenbasiertes Strategiespiel mit Sportthematik in einem Fantasy-Szenario (Warhammer Fantasy).

## Spielprinzip
Im Spiel treten verschiedene Völker aus dem Rollenspiel-Universum Warhammer Fantasy in einem an American Football angelehnten Sportwettkampf gegeneinander an. Neben dem sportlichen Ziel, möglichst viele Touchdowns zu erzielen, gehört das gezielte Attackieren der gegnerischen Mannschaftsmitglieder zum Spielprinzip. Die Spielfiguren können schwer verletzt oder sogar getötet werden. Das Spielgeschehen findet rundenbasiert statt. Dem Spieler stehen verschiedene Aktionspunkte zur Verfügung, mit denen er seinen Spielzug planen kann. Dazu gehören, Pass- und Laufspielzüge oder Attacken gegen gegnerische Mannschaftsmitglieder.
Als Spielmodus besteht die Wahl zwischen einem Einzelspiel und einem Liga-Modus. Der Spieler wählt aus den verschiedenen Fantasyrassen wie Menschen oder Orks eine Mannschaft aus. Ein Spiel teilt sich in zwei Hälften mit je acht Runden pro Mannschaft. Wer die meisten Touchdowns erzielt, gewinnt das Spiel. Im Liga-Modus können neue Spieler verpflichtet werden, um das Team zu verstärken und getötete Spieler zu ersetzen.

## Rezeption
Martin E. Cirulis von der Computer Gaming World bemängelte, dass das Spiel sich nicht an den Entwicklungen der Sportsimulationen orientiert habe. Dadurch würde es längst gelöste Probleme und Unzulänglichkeiten wiederholen. Auch Dan Bennett von der amerikanischen PC Gamer sah verschenktes Potential, bezeichnete es für Fans des Brettspiels aber als Pflichtkauf. Paul Murphy vom Rollenspiel-Magazin Dragon bezeichnete es dagegen als Enttäuschung.
Die Lizenz wurde mehr als zehn Jahre später vom französischen Entwickler Cyanide Studios wieder aufgegriffen. 2009 erschien Blood Bowl, 2015 Blood Bowl 2.